# Пам'ятки архітектури Рожищенського району
Станом на 1 січня 2009 року у Рожищенському районі Волинської області нараховується 18 пам'яток архітектури, з яких 11 — національного значення.
| № п/п                  | Найменування пам'ятки (матеріал)     | Адреса                                 | Дата спорудження (автор) | Охор. № та № у комплексі | Дата і № рішення                                      |
| Національного значення | Національного значення               | Національного значення                 | Національного значення   | Національного значення   | Національного значення                                |
| ---------------------- | ------------------------------------ | -------------------------------------- | ------------------------ | ------------------------ | ----------------------------------------------------- |
| 1                      | Петропавлівська церква (мур.)        | с. Іванівка                            | 1629 р.                  | 141                      | Постанова Ради Міністрів УРСР від 24.08.63 № 970      |
| 2                      | Стефанівська церква (дер.)           | с. Пожарки                             | 1788 р.                  | 143/1                    | Постанова Ради Міністрів УРСР від 24.08.63 № 970      |
| 3                      | Дзвіниця Стефанівської церкви (дер.) | с. Пожарки                             | поч. 19 ст.              | 143/2                    | -//-                                                  |
| 4                      | Успенська церква (мур.)              | с. Сокіл                               | р.                       | 145                      | -//-                                                  |
| 5                      | Михайлівська церква (дер.)           | с. Щурин                               | 1661-1767 рр.            | 147/1                    | -//-                                                  |
| 6                      | Дзвіниця Михайлівської церкви (дер.) | с. Щурин                               | 18 ст.                   | 147/2                    | -//-                                                  |
| 7                      | Костел (дер.)                        | с. Вишеньки (перенесений до м. Ковеля) | 1771 р.                  | 1049                     | Постанова Ради Міністрів УРСР від 06.09.79 № 442      |
| 8                      | Покровська церква (дер.)             | с. Городині                            | 1762 р.                  | 1050                     | -//-                                                  |
| 9                      | Церква Св. Луки (дер.)               | с. Доросині                            | 17-18 ст.,1881 р         | 1051                     | -//-                                                  |
| 10                     | Поштова станція (мур.)               | с. Копачівка                           | сер. 19 ст.              | 1052                     | -//-                                                  |
| 11                     | Троїцька церква (дер.)               | с. Рудка Козинська                     | 1786 р.                  | 1053                     | -//-                                                  |
| Місцевого значення     |                                      |                                        |                          |                          |                                                       |
| 12                     | Михайлівська церква (мур.)           | м. Рожище                              | 1920 р.                  | 235-м                    | Рішення виконкому обласної ради від 03.04.92 р. № 76  |
| 13                     | Костел (мур.)                        | м. Рожище                              | 1920 р.                  | 236-м                    | -//-                                                  |
| 14                     | Троїцька церква (дер.)               | с. Сокіл                               | 1661-1825 рр.            | 111-м/1                  | Рішення виконкому обласної ради від 27.08.90 р. № 187 |
| 15                     | Дзвіниця (дер.)                      | с. Сокіл                               |                          | 111-м/2                  | -//-                                                  |
| 16                     | Церква Казанської Богоматері (мур.)  | с. Озденіж                             | 1877 р.                  | 112-м                    | -//-                                                  |
| 17                     | Параскевська церква (дер.)           | с. Підгірне                            | 1787 р.                  | 234-м                    | Рішення виконкому обласної ради від 03.04.92 р. № 76  |
| 18                     | Костел (мур.)                        | с. Сокіл                               | 1907 р.                  | 237-м                    | -//-                                                  |
|                        |                                      |                                        |                          |                          |                                                       |

## Джерело
- [Архівовано 9 листопада 2016 у Wayback Machine.] Пам'ятки Волинської області